# Idealism
Idealismul este o orientare ideologică fundamentală în filosofie. Ca orientare monistă (spre deosebire de ontologiile dualiste sau pluraliste), ea se opune materialismului prin soluția pe care o dă raportului dintre spirit și materie din punct de vedere al primordialității, sub aspect cronologic și cauzal, spiritul fiind considerat primordial. 
Orientarea idealistă consideră materia ca fiind factorul secund, dependent de spirit sau chiar neagă existența materiei. Pentru idealiști tot ce există, există în consecință datorită spiritului. În interiorul idealismului s-au ramificat două suborientări: una consideră că entitatea primordială, spiritul, este ceva situat in afară și independent de conștiința individuală - acesta fiind idealismul obiectiv - iar cealaltă consideră că esența lumii nu există decât ca spirit al individului și tot ce există în lume nu este decât produsul conștiinței individuale din care omul nu poate ieși orice ar face - acesta fiind idealismul subiectiv.

## Definiție
Idealism este un termen cu câteva înțelesuri înrudite. Provine de la idea, ce la rândul său provine de la grecul idein (ἰδεῖν), care înseamnă „a vedea”. Termenul a intrat în limba engleză prin 1743. În înțelesul obișnuit, el în general sugerează prioritatea idealurilor, principiilor, valorilor și scopurilor ce sunt mai presus de realitățile concrete. Idealiștii sunt înțeleși ca promotori a modului de a fi pe care ar trebui să-l atingă lumea, spre deosebire de pragmatiști, care se concentrează pe lume în felul în care este în prezent. În mod asemănător, în domeniul artei, idealismul susține imaginația și încearcă să realizeze concepția mentală a frumosului, un standard de perfecțiune, juxtapus naturalismului și realismului.
Orice filozofie care acordă importanță crucială idealului sau domeniului spiritual, poate fi considerată „idealistă”. Idealismul metafizic este o doctrină ontologică care susține că realitatea însăși este incorporală sau experimentală în esența sa. Pe lângă asta, idealiștii nu sunt de acord cu faptul că anumite aspecte ale mentalului ar fi mai fundamentale. Idealismul platonic afirmă că abstracțiile sunt mai fundamentale pentru realitate decât lucrurile pe care le percepem, pe când idealiștii subiectivi și fenomenaliștii tind să privilegieze experiența senzorială în detrimentul raționamentului abstract. Idealismul epistemologic este o viziune potrivit căreia realitatea poate fi cunoscută doar prin idei, că doar experiența psihologică poate fi sesizată de minte.
Idealiștii subiectivi precum George Berkeley sunt anti-realiști în termeni de lume independentă de minte, în timp ce idealiștii transcedentali ca Immanuel Kant sunt foarte sceptici față de o astfel de lume, susținând idealismul epistemologic, nu metafizic. Astfel Kant definește idealismul ca „aserțiunea că noi niciodată nu putem fi siguri dacă toate presupusele noastre experiențe exterioare nu sunt simplă imaginație”. El a afirmat că, potrivit idealismului, „realitatea obiectelor exterioare nu admite o dovadă strictă. Dimpotrivă, totuși, realitatea obiectului simțului nostru interior devine imediat clară prin conștiință.”  În orice caz, nu toți idealiștii restrâng realul și cunoscutul la experiența noastră subiectivă imediată. Idealiștii obiectivi fac afirmații despre o lume transempirică, dar pur și simplu neagă că această lume este în esență divorțată de mental sau ontologic anterioară acestuia. Așadar, Platon și Gottfried Leibniz afirmă că există o realitate obiectivă și cognoscibilă ce depășește conștientizarea noastră subiectivă—o respingere a idealismului epistemologic—dar propune ideea că această realitate este fundamentată în entități ideale, o formă de idealism metafizic. Nu toți idealiștii metafizici sunt în acord asupra naturii idealului; pentru Platon, entitățile fundamentale au fost forme abstracte non-mentale, pe când pentru Leibniz ele au fost monade proto-mentale și concrete.
Ca o regulă, idealiștii transcedentali precum Kant susțin partea epistemică a idealismului fără a fi încredințați că realitatea este până la urmă mentală; idealiștii obiectivi ca Platon susțin baza metafizică a realității, în real sau abstract, fără să-și restrângă epistemologia la o experiență obișnuită; iar idealiștii subiectivi ca Berkeley susțin atât idealismul metafizic, cât și cel epistemologic.

## Reprezentanți majori ai idealismului
- Platon (428/427 - 348/347 î.Hr.)
- Gottfried Wilhelm von Leibniz (1646 - 1716)
- Immanuel Kant (1724 - 1804)
- Johann Gottlieb Fichte (1762 – 1814)
- Georg Wilhelm Friedrich Hegel (1770 - 1831)
- Arthur Schopenhauer (1788 - 1860)

## Idealism clasic
Idealismul monistic susține că conștiința, nu materia, este baza a tot ce există. Este o concepție monistică deoarece susține că există un singur tip de lucru în univers și idealistă deoarece afirmă că acest lucru este conștiința.
Anaxagora (480 î. Hr.) a fost cunoscut ca „Nous” („Minte”) deoarece învăța că „toate lucrurile” au fost create de Minte, că Mintea deține tot cosmosul și a dat ființelor umane conexiunea cu cosmosul sau o cale spre divinitate.
Mulți filozofi religioși sunt idealiști specifici. Credința că existențe cu cunoaștere (Dumnezeu/zeii, îngerii & spiritele) preced materia neînsuflețită pare să sugereze că un subiect experimentator este o realitate necesară. Idealismul hindus este central în filozofia Vendatei și a unor școli precum șivaismul kashmir. Printre susținătorii acestuia se numără P.R. Sarkar și discipolul său Sohail Inayatullah.
Teologii creștini au susținut viziuni idealiste, adesea bazate pe neoplatonism, în ciuda influenței scolasticei aristotelice din secolul 12 și mai târziu. Mai târziu, idealismul teist occidental, precum cel lui Hermann Lotze oferă o teorie a unui fundament al lumii în care toate lucrurile își găsesc unitatea: a fost acceptată pe scară largă de teologii protestanți. Unele mișcări religioase moderne, de exemplu organizații precum Mișcărea Gândirea Nouă și Biserica Unității, ar putea spune că au o orientare în special idealistă. Teologia științei creștine include o formă de idealism: ea învață că tot ce există cu adevărat este Dumnezeu și ideile lui Dumnezeu; că lumea așa cum se prezintă simțurilor este o distorsionare a realității spirituale fundamentale, o distorsionare ce poate fi corectată (atât conceptural cât și în termeni de experiență umană) prin reorientarea (spiritualizarea) gândirii.
Wang Yangming, filozof chinez neo-confucianist, oficial, educator, caligraf și general, a susținut că obiectele nu există complet aparte de minte deoarece mintea le dă formă. Nu lumea dă formă minții, dar mintea dă sens lumii, așa că mintea singură este sursa tuturor cauzelor, având o lumină interioară, o bunătate morală înnăscută și o înțelegere a ceea ce este bun.
Abordarea doar-conștiința, a școlii Yogācāra din cadrul budismului mahayana nu este un adevărat idealism metafizic căci gânditorii Yogācāra nu s-au centrat pe conștiință pentru a afirma că ea este în cele din urmă reală. După ei, ea este doar convențional reală de la apariția ei de la un momment la altul, datorită cauzelor și condițiilor fluctuante, întrucât ea este cauza karmei și, prin urmare, a suferinței.

### Platonism și neoplatonism
Teoria formelor sau „ideilor” a lui Platon, descrie formele ideale, ca universalii ce există independent de orice instanță particulară. Arne Grøn numește această doctrină „exemplu clasic de idealism metafizic ca idealism transcendent”, pe când Simone Klein în numește pe Platon, „cel mai timpuriu reprezentant al idealismului obiectiv metafizic”. Oricum, Platon susține că materia este reală, deși trecătoare și imperfectă, este percepută de corpul nostru și simțurile sale și de existența dată de ideile eterne ce sunt percepute direct de sufletul nostru rațional. Platon a fost așadar un dualist metafizic și epistemologic, o perspectivă pe care idealismul modern a tins s-o evite: așadar, gândirea lui Platon nu poate fi considerată idealistă în sensul modern.
Cu neoplatonistul Plotin, a scris Nathaniel Alfred Boll, „apare, probabil pentru prima dată în filozofia occidentală, idealismul”, care afirma „că sufletul a făcut lumea pășind din eternitate în timp...”. În mod similar, în privința pasajelor din Eneida, „Singurul spațiu sau lucru din lume este sufletul” și „Nu trebuie să se admită că timpul există în afara sufletului”, Ludwig Noiré wrote: "For the first time in Western philosophy we find idealism proper in Plotinus, În orice caz, Plotin nu spune dacă cunoaștem sau nu obiectele exterioare, spre deosebire de Schopenhauer și alți filozofi moderni.

## Idealism subiectiv
Idealismul subiectiv (imaterialism sau fenomenalism) descrie o relație între experiență și lumea în care obiectele sunt nu mai mult decât colecții sau „mănunchiuri” de date ale simțurilor perceptorului. Printre promotorii acestuia se numără Berkeley, episcop de Cloyne, filozof irlandez care a dezvoltat o teorie numită imaterialism, mai târziu menționată ca „idealism subiectiv”. Potrivit acesteia, indivizii pot să doar să cunoască direct senzații și idei ale obiectelor, nu abstracții precum „materia”, iar însăși existența acestor idei depinde de faptul perceperii acestora - esse est percipi; „a fi este a fi perceput”.
Arthur Collier a publicat afirmații similare, deși se pare că nu a existat vreo influență între cei doi autori contemporani. Singură realitatea cunoscută este o imagine reprezentativă a unui obiect exterior. Este de neconceput materia ca cauză a acelei imagini, prin urmare materia este nimic pentru noi. O lume exterioară ca materie absolută fără legătură cu un observator nu există. Universul nu poate exista dacă nu există o minte perceptoare. Collier a fost influențat de Un eseu despre teoria idealului sau a lumii inteligibile, scris de platonistul de la Cambridge, John Norris (1701).
Cartea populară a lui Bertrand Russell Problemele filozofiei dezvăluie premisa tautologică a lui Berkeley pentru promovarea idealismului:
„Dacă spunem că lucrurile cunoscute trebuie să fie în minte, limităm pe nedrept puterea de cunoaștere a minții sau rostim o simplă tautologie. Rostim o simplă tautologie dacă înțelegem prin 'în minte' același lucru cu 'înainte de minte', adică dacă înțelegem doar a fi înțeles de minte. Dar dacă înțelegem asta, va trebui să admitem că ceea ce, în acest sens, este în minte, poate totuși să nu fie mental. Așadar, când înțelegem natura cunoașterii, argumentul lui Berkeley este văzut ca greșit în esență precum și în formulare, iar bazele supoziției acelei idei, potrivit căreia obiectele înțelese trebuie să fie mentale, se constată nu au nici o validitate. Deci fundamentele sale în favoarea idealismului pot fi înlăturate.”
Filozoful australian David Stove a criticat aspru idealismul filozofic, argumentând că el se bizuie pe ce ceea ce el a numit „cel mai prost argument din lume”. Stove afirmă că Berkeley a încercat să obțină o concluzie netautologică dintr-un raționament tautologic. El argumentează că în cazul lui eroarea logică nu este evidentă deoarece o premisă este ambiguă între un înțeles care este tautologic și altul care, argumentează Stove, echivalează logic cu concluzia.
Alan Musgrave argumentează că idealiștii conceptuali fac greșeli prin susținerea unor confuzii de următorul tip:
Persoana Santa Claus nu există.
Numele/conceptul/basmul „Santa Claus” există deoarece adulții îl spun copiilor de fiecare Crăciun (distincția este evidențiată de folosirea semnelor de citare când se referă doar la nume și nu la obiect)
și proliferarea unor entități scrise cu cratimă precum „obiectul-în-sine” (Immanuel Kant) sau „tabelul-fizicii” (Sir Arthur Eddington), care sunt „semne de avertizare” pentru idealismul conceptual, potrivit lui Musgrave, deoarece ele chipurile nu există, ci doar evidențiază numeroase căi prin care oamenii încearcă să cunoască lumea. Acest argument nu ia în considerare lucrurile ce țin de hermeneutică, în special fundalul filozofiei analitice. Musgrave l-a criticat pe Richard Rorty, precum și filozofia postmodernistă în general, pentru confuzie.
A. A. Luce și John Foster sunt alți subiectivi. Luce, în Sens fără Materie (1954), încearcă să-l aducă pe Berkeley în actualitate prin modernizarea vocabularului său și punerea subiectelor pe care le-a abordat în termeni moderni. El tratează în carte accentul biblic pe materie și psihologia percepției și a naturii. Pentru idealism a lui Foster argumentează că lumea psihică este creația logică a naturalului, iar nelogica se află în experiența senzorială umană. Ultima carte prin care Foster își apără viziunile este O lume pentru noi: pentru idealismul fenomenalistic.
Paul Brunton, filozof britanic, mistic, călător și guru, a învățat un tip de idealism numit „mentalism”, - asemănător cu cel al episcopului Berkeley, - ce propune o imagine a lumii stăpânitoare, proiectată de o minte a lumii și un număr infinit de minți individuale participante. Un copac nu încetează să existe dacă nimeni nu-l vede deoarece mintea lumii proiectează ideea copacului pentru toate mințile.
John Searle, criticând unele versiuni ale idealismului, rezumă două argumente importante în favoarea idealismului subiectiv. Primul e bazat pe percepția noastră asupra realității:
(1) Toate la care avem acces prin percepția noastră sunt cuprinse în propria noastră experiență și
(2) Singurul fundament epistemic pentru afirmații despre lumea exterioară sunt experiențele noastre perceptuale
prin urmare
(3) Singura realitate despre care putem vorbi cu sens este cea a experienței perceptuale 
Deși este de acord cu (2) Searle argumentează că (1) este fals și arată că (3) nu rezultă din (1) și (2). Despre al doilea argument spune:
Premisa: Orice stare cognitivă are loc care parte a unui set de stări cognitive și în interiorul nostru cognitiv
Concluzia 1: Este imposibil să ieși în afara tuturor stărilor și sistemelor cognitive pentru a studia relațiile dintre ele și realitatea pe care o cunosc
Concluzia 2: Nu există cunoaștere a vreunei realități care există independent de cunoaștere
Searle susține că concluzia 2 nu rezultă din premise.
Idealismul epistemologic este o poziție subiectivă în epistemologie ce susține că ceea ce cineva cunoaște despre un obiect există doar în mintea aceluia. Printre promotori se numără Brand Blanshard.

## Idealism transcendental
Idealismul transcendental, fondat de Immanuel Kant în secolul 18, afirmă că mintea modelează lumea pe care o percepem sub formă de spațiu și timp.
„... dacă elimin subiectul gândirii, întreaga lume materială trebuie să dispară imediat deoarece ea nu este nimic altceva decât o apariție fenomenală în sensibilitatea noastră ca subiect, ca mod de reprezentare” (Critica rațiunii pure, p. 383)
A doua ediție (1787) conține Respingerea idealismului pentru a distinge idealismul transcendental de idealismul sceptic al lui Descartes și idealismul dogmatic al lui Berkeley. Secțiunea Paralogismele rațiunii pure este o critică implicită a idealismului lui Descartes. Kant susține că nu este posibil să conchizi că 'I' este un obiect (cogito ergo sum a lui Descartes) doar din „spontaneitatea gândului”. Kant s-a centrat pe idei pe care le-a extras de la filozofi britanici ca Locke, Berkeley și Hume, dar a făcut distincție între idealismul transcendental și cel critic din variantele precedente:
„Dictonul tuturor idealiștilor autentici, de la școala eleată la episcopul Berkeley, este cuprins în această formulă: „Toată cunoașterea prin intermediul simțurilor și experienței nu este decât iluzie pură și doar în ideile rațiunii și înțelegerii pure există adevăr.” Principiul care domină și determină idealismul [transcendental] este, dimpotrivă: „Toată cunoașterea lucrurilor doar din înțelegere pură sau rațiune pură nu este altceva decât iluzie pură și doar în experiență există adevăr.” (Prolegomena, p. 374)
Kant distinge între obiectele ce apar în fața unui observator și obiectele în sine. El mai spune că nu putem aborda noumenonul, ca „lucru în sine” (germană Ding an sich) fără propria noastră lume mentală. El adaugă că mintea nu este o tablă nescrisă, o tabula rasa, dar vine echipată cu categorii pentru organizarea impresiilor senzoriale.
În primul volum al operei Parerga și Paralipomena, Schopenhauer își scrie propria „schiță de istorie a doctrinei idealului și realului”. El definește idealul ca imagini mentale ce constituie cunoaștere subiectivă. Idealul, pentru el, este ceea ce poate fi atribuit propriilor noastre minți. Imaginile din capul nostru sunt ceea ce cuprinde idealul. Schopenhauer a subliniat că suntem limitați de conștiința noastră. Lumea pe care o vedem este doar o reprezentare sau imagine mentală a obiectelor. În mod direct și imediat, cunoaștem numai reprezentări. Toate obiectele care sunt în afara minții sunt cunoscute indirect prin meditația minții noastre. El a prezentat o istorie a conceptului de „ideal” ca „ideațional” sau „care există în minte ca imagine”.
„Adevărata filozofie trebuie totuși evaluată ca idealistică; într-adevăr, ea trebuie să fie așa doar pentru a fi onestă. Căci nimic nu este mai cert ca faptul că nimeni vreodată n-a ieșit din sine, pentru a se identifica imediat cu obiecte diferite de el; dar toate lucrurile care sunt certe pentru unul ca acesta, și pentru care are cunoaștere imediată, zac în interiorul conștiinței sale. Prin urmare, dincolo de această conștiință, nu poate fi certitudine imediată ... Niciodată nu poate exista o existență care să fie în sine în mod absolut obiectivă; o astfel de existență este, într-adevăr, categoric de neconceput. Obiectivul, ca atare, își are existența întotdeauna și în mod esențial în conștiința unui subiect; este, prin urmare, reprezentarea subiectului și, în consecință, condiționat de subiect și, în plus, de formele de reprezentare a subiectului, care aparțin subiectului și nu obiectului.” (Lumea ca voință și reprezentare, Vol. II, Ch. 1)
Charles Bernard Renouvier a fost primul francez după Nicolas Malebranche care a formulat un sistem idealist complet și a avut o influență vastă asupra dezvoltării gândirii franceze. Sistemul său se bazează pe cel al lui Immanuel Kant, fapt indicat și termenul pe care l-a ales, „néo-criticisme”; dar acest sistem este mai degrabă o transformare decât o continuare a kantianismului.
Friedrich Nietzsche susține că Kant comite o tautologie agnostică și nu dă un răspuns satisfăcător în ce privește sursa dreptului filozofic asupra revendicărilor metafizice de un fel sau altul; el ridiculizează mândria lui Kant în abordarea celui „mai dificil lucru ce poate fi întreprins în numele metafizicii.” Cunoscutul „obiect în sine” a fost numit produs al obiceiului filozofic, care caută să introducă un subiect gramatical: deoarece oriunde este cunoaștere, trebuie să fie un obiect care este cunoscut și chipurile, acesta trebuie adăugat ontologiei ca existență. De asemenea, atacă idealismul lui Schopenhauer și Descartes cu un argument asemănător cu critica adresată lui Kant (vezi mai sus).

## Idealism obiectiv
Idealismul obiectiv susține că realitatea experienței combină și transcede realitățile obiectului experimentat și ale minții observatorului. Printre promotori se numără Thomas Hill Green, Josiah Royce, Benedetto Croce și Charles Sanders Peirce.

### Idealism absolut
Schelling (1775–1854) afirmă că „I”-ul lui Fichte are nevoie de un non-I, deoarece nu este subiect fără obiect și vice versa. Așa că nu există diferență între subiectiv și obiectiv, adică între ideal și real. Aceasta este „identitate absolută” a lui Schelling: ideile sau imaginile mentale din minte sunt identice cu obiectele acestor imagini, care sunt exterioare minții.
Idealismul absolut este exprimat în expunerea lui G. W. F. Hegel despre cum existența este comprehensibilă ca un întreg atotcuprinzător. Hegel și-a numit filozofia idealism „absolut” în contrast cu „idealismul subiectiv” al lui Berkeley și „idealismul transcendental” al lui Kant și Fichte, care nu se bazează pe critica filozofiei dialectice și finite a istoriei, spre deosebire idealismul lui Hegel. Exercițiul rațiunii și intelectului dă posibilitatea filozofului să cunoască realitatea istorică fundamentală, constituția fenomenologică a autodeterminării, dezvoltarea dialectică a conștiinței de sine și a personalității pe tărâmul istoriei.
În Știința logicii (1812–1814) Hegel argumentează că calitățile finite nu sunt complet „reale” deoarece ele depind de alte calități finite care le determină. Pe de altă parte, infinitatea calitativă, ar fi mai autodeterminantă și, prin urmare, mai reală. De asemenea, obiectele naturale finite sunt mai puțin „reale” — deoarece ele sunt mai puțin autodeterminante — decât lucrurile spirituale precum oamenii moralicește responsabili, comunitățile etice și Dumnezeu. Așadar orice doctrină, ca materialismul, care susține că calitățile finite sau obiectele naturale sunt complet reale, este greșită.
Sigur că Hegel urmărește să păstreze ceea ia drept adevărat în idealismul german. Este vorba de insistența lui Kant că rațiunea etică poate și trebuie să meargă dincolo de inclinațiile finite. După Hegel, trebuie să fie o anumită identitate de gândire și existență pentru ca „subiectul” (orice observator uman) să fie capabil să cunoască un „obiect” observat (orice entitate exterioară, poate chiar un alt om). În conceptul lui Hegel asupra identității subiect-obiect, atât subiectul, cât și obiectul au Spirit (surogatul lui Hegel, un „Dumnezeu” redefinit, nesupranatural), ca și propria realitate interioară conceptuală (nu metafizică)—în acest sens sunt identice. Dar până are loc „autorealizarea” Spiritului și schimbarea acestuia de la statutul de Spirit la cel de Spirit Absolut, subiectul (mintea umană) gândește greșit că orice „obiect” pe care îl observă este ceva „străin”, în sensul de ceva separat sau aparte de „subiect”. În cuvintele lui Hegel, „obiectul este arătat lui [„subiectului”] ca ceva străin, iar el nu se recunoaște pe sine.” Autorealizarea are loc când Hegel (parte a Minții nespuranaturale a Spiritului, care este mintea colectivă a tuturor oamenilor) vine pe scenă și realizează că orice „obiect” este el însuși, deoarece atât subiectul, cât și obiectul, sunt în esență Spirit. Când autorealizarea are loc și Spiritul devine Spirit Absolut Spirit, „finitul” (omul, umanul) devine „infinit („Dumnezeu”, divin), înlocuind Dumnezeul imaginar al teismului: omul devine Dumnezeu. Despre aceasta, Tucker afirmă: „Hegelianismul . . . este o religie a cultului sinelui a cărui temă fundamentală este dată de imaginea dată de Hegel, a omului care aspiră să devină el însuși Dumnezeu, care cere 'ceva mai mult, anume infinitul'.” Imaginea pe care o prezintă Hegel este „o imagine a umanității autoglorificatoare ce luptă în mod compulsiv, - iar la sfârșit are succes, - să se ridice la divinitate.”
Kierkegaard critică în niște lucrări de-ale sale, filozofia idealistă a lui Hegel. El reclamă un sistem comprehensiv care ar putea explica realitatea. Pe când Hegel argumentează că o înțelegere fundamentală a structurii logice a lumii este o înțelegere a structurii logice a minții lui Dumnezeu, Kierkegaard susține că pentru realitatea lui Dumnezeu poate fi un sistem, dar nu poate fi așa pentru individul uman, deoarece atât realitatea cât și oamenii sunt incompleți și toate sistemele filozofice sugerează deplinătatea. Un sistem logic este posibil, dar nu și unul existențial. „Ceea ce este rațional este actual; iar ceea ce este actual este rațional”. Idealismul absolut al lui Hegel estompează distincția între existență și gândire: locurile noastre mortale în natură se limitează la înțelegerea noastră asupra realității.
În plus, Hegel crede că putem cunoaște structura minții lui Dumnezeu sau realitatea fundamentală. Hegel este de acord cu Kierkegaard, că atât realitatea, cât și oamenii, sunt incompleți, în măsura în care suntem în timp, iar realitatea se dezvoltă în timp. Dar relația dintre timp și eternitate este în afara timpului, iar aceasta este „structura logică” pe care Hegel crede că o putem cunoaște. Kierkegaard contestă această afirmație, deoarece ea elimină distincția clară între ontologie și epistemologie. Existența și gândirea nu sunt identice și una singură nu poate concepe existența, dar toate formele în existență sunt de neconceput; gândirea depinde de limbă, iar aceasta la rândul său datorează experienței. În plus, deoarece suntem existențe finite, nu avem posibilitatea de cunoaște sau a înțelege ceva care este universal sau infinit precum Dumnezeu, așa că nu putem ști dacă Dumnezeu există, căci aceasta depășește înțelegerea umană.
Bradley vede realitatea ca un întreg monist înțeles prin „senzație”, o situație în care nu este distincție între percepție și lucrul perceput. Ca și Berkeley, Bradley gândește că nimic nu poate fi recunoscut ca existent până nu este cunoscut de minte.
Bradley a fost ținta aparentă a respingerii radicale a idealismului de către G. E. Moore. Moore a afirmat că Bradley n-a înțeles afirmația că ceva este real. Noi știm cu certitudine, prin simțul comun și credințele prefilozofice, că anumite lucruri sunt reale, indiferent dacă sunt obiecte ale gândirii sau nu, potrivit lui Moore. Articolul din 1903, Respingerea idealismului, este unul dintre primele demonstrații ale angajamentului lui Moore de a analiza. El examinează fiecare dintre cei trei termeni ai aforismului berkeleian esse est percipi, „a fi este a fi perceput”, constatând că aceasta trebuie să însemne că obiectul și subiectul sunt în mod necesar conectați, așa că „galben” și „senzația de galben” sunt identice - „a fi galben” înseamnă „a fi experimentant ca galben”. Dar de asemenea pare să fie o diferență între „galben” și „senzația de galben” și „că esse este considerat a fi percipi, numai fiindcă ceea ce este experimentat este considerat identic cu experiența acestuia”. Deși departe de o respingere completă, aceasta a fost prima expunere solidă de filozofie analitică împotriva predecesorilor idealiști sau, în orice caz, împotriva tipului de idealism reprezentat de Berkeley.

### Idealism actual
Idealismul actual este o formă de idealism dezvoltată de Giovanni Gentile, ce a devenit o formă de idealism fundamentat ce contrastează cu idealismul transcendetal al lui Kant și idealismul absolut al lui Hegel.

### Idealism pluralist
Idealismul pluralist, precum cel al lui Gottfried Leibniz, are viziunea că sunt multe minți individuale care susțin existența lumii observabile și fac posibilă existența universului psihic. Spre deosebire de idealismul absolut, idealismul pluralist nu afirmă existența unei singure realități mentale fundamentale sau a „Absolutului”. Forma de idealism a lui Leibniz, cunoascută ca panpsihism, vede „monadele” ca adevărații atomi ai universului și ca entități ce au percepție. Monadele sunt „forme substanțiale de existență”, elementare, individuale, supuse propriilor legi, nu interacționează între ele și fiecare reflectă întregul univers. Monadele sunt centre de forță, forță ce este substanță, iar spațiul, materia și mișcarea sunt fenomenale și forma și existența lor sunt dependente de monadele simple și imateriale. Există o armonie prestabilită fixată de Dumnezeu, monada centrală, între lumea din mințile monadelor și lumea exterioară a obiectelor. Cosmologia lui Leibniz a îmbrățișat teismul tradițional creștin. Psihologul și filozoful englez James Ward, inspirat de Leibniz, a susținut de asemenea o formă de idealism pluralist. Potrivit lui Ward, universul este compus din „monade psihice” de diferite niveluri, ce interacționează pentru progresul lor reciproc.
Personalismul este o viziune potrivit căreia mințile care susțin realitatea sunt mințile persoanelor. Borden Parker Bowne, filozof și profesor de filozofie la Universitatea Boston, un fondator și popularizator al idealismului personal, l-a prezentat ca realitate individuală a persoanelor, singura realitate, cea cunoscută direct în conștiința de sine. Realitatea este o societate de persoane ce interacționează, dependente de Persoana Supremă a lui Dumnezeu. Printre alți promotori se numără George Holmes Howison și J. M. E. McTaggart.
Idealismul personal al lui Howison  a fost de asemenea numit „persoalismul California” de alții pentru a face distincție între el și „personalismul Boston”, care a fost fondat de Bowne. Howison a afirmat că atât idealismul monistic, impersonal, cât și materialismul, merg în contradicție cu experiența libertății morale. A nega că libertatea cercetează adevărul, frumosul și „iubirea binevoitoare”, înseamnă a submina orice acțiune umană profundă, inclusiv știința, moralitatea și filozofia. Idealiștii personaliști Borden Parker Bowne și Edgar S. Brightman și teistul personal realist, Toma de Aquino, susțin o idee esențială, anume dependența de un Dumnezeu personal infinit.
Howison, în cartea sa, Limitele evoluției și alte eseuri ce ilustează teoria metafizică a idealismului personal, a creat o noțiune democratică de idealism personal ce extinde toate căile spre Dumnezeu, care nu a fost mai mult decât monarhul fundamental, dar și democratul fundamental în relația eternă cu alte persoane eterne. Ateismul idealist al lui J. M. E. McTaggart și apeirionismul lui Thomas Davidson se aseamănă cu idealismul personal al lui Howison.
J. M. E. McTaggart de la Universitatea Cambridge, susține că mințile singure există și doar comunică una cu alta prin ubire. Spațiul, timpul și obiectele materiale sunt ireale. În Irealitatea timpului afirmă că timpul este o iluzie pentru că este imposibil să faci o relatare coerentă a unor secvențe de evenimente. Natura existenței (1927) conține argumentele sale în favoarea ideii că nu este posibil ca spațiul, timpul și materia să fie reale. În Studii de cosmologie hegeliană (Cambridge, 1901, p196) el declară că metafizica nu este relevantă pentru acțiunea politică și socială. McTaggart „a gândit că Hegel a greșit prin supoziția sa că metafizica ar putea arăta că statul este mai mult decât un mijloc pentru binele indivizilor care în compun”. Pentru McTaggart, „filozofia poate să ne dea foarte puțină, dacă nu nici o îndrumare în acțiune... De ce cetățeanul hegelian ar trebui să fie surprins că credința sa în ce privește natura organică a Absolutului nu-l ajută în a decide cum să voteze?”
Thomas Davidson a învățat o filozofie numită „apeiroteism”, o „formă de idealism pluralist... cuplată cu un rigorism etic sever”, pe care l-a definit ca „o teorie a Dumnezeilor infiniți în număr”. Teoria este datoare pluralismului lui Aristotel și conceptelor sale asupra Sufletului, aspectul viu și rațional al substanței vii care nu poate exista în afara corpului deoarece el nu este o substanță, ci o esență, este nous, gândire rațională, după cum Aristotel a exemplificat în teologia mișcătorilor nemișcați. În ceea ce privește identificarea Dumnezeului lui Aristotel cu gândirea rațională, Davidson a argumentat contra lui Aristotel, că după cum sufletul nu poate exista fără corp, Dumnezeu nu poate exista aparte de lume.
Noțiunile idealiste au câștigat o influență puternică printre fizicienii de la începutul secolului 20, confruntați cu paradoxurile fizicii cuantice și a teoriei relativității. În prefața celei de-a doua ediții (din 1900) a cărții Gramatica științei, Karl Pearson scrie, „Sunt multe semne că un idealism sonor înlocuiește, ca bază pentru filozofia naturală, materialismul brut al fizicienilor mai în vârstă”. Această carte a influențat viziunea lui Einstein asupra importanței observatorului în măsurătorile științifice. La pagina 5 a cărții, Pearson afirmă că „...știința este în realitate o clasificare și analiză a conținutului minții....” De asemenea, „...terenul științei este mult mai mult conștiința decât lumea exterioară.”
Sir Arthur Eddington, astrofizician britanic de la începutul secolului 20, a scris în cartea sa, Natura lumii fizice, că „materia lumii este materie-minte”:
„Materia-minte a lumii este, desigur, ceva mai general decât mințile noastre conștiente individuale.... Materia-minte nu este întinsă în spațiu și timp; acestea sunt parte a schemei ciclice derivată în cele din urmă în afara acesteia.... Este necesar să ne amintim nouă înșine că toată cunoașterea mediului în care lumea fizică este construită, a luat forma mesajelor transmise prin nervi către sediul conștiinței.... Conștiința nu este definită tăios, dar apune în subconștient... Este greu pentru fizicianul materiei în fapt să accepte viziunea că substratul a toate are caracter mental. Dar nimeni nu poate nega că mintea este primul și cel mai direct lucru în experiența noastră, iar orice altceva este deducție izolată.”
Ian Barbour, în cartea sa, Chestiuni în știință și religii (1966), p. 133, citează din lucrarea lui Arthur Eddington, Natura lumii fizice (1928), într-un text ce argumentează că Principiile Incertitudinii ale lui Heisenberg dau o bază științifică pentru „apărarea ideii de libertate umană”. Citează și din cartea lui Eddington, Știința lumii nevăzute (1929), pentru susținerea idealismului filozofic, „teza că realitatea este fundamental mentală”.
Sir James Jeans a scris: „Râul cunoașterii duce spre o realitate nemecanică; universul începe să mai mult să arate ca un mare gând decât ca o mare mașină. Mintea nu mai figurează ca un intrus accidental în realitatea materiei... noi trebuie mai degrabă să o aclamăm ca pe un creator și guvernator al tărâmului materiei.”
Jeans, într-un interviu publicat în The Observer (Londra), când i s-a adresat întrebarea:
Credeți că viața pe această planetă este rezultatul vreunui fel de accident sau credeți că este parte al unei mari scheme? 
a răspuns:
Înclin spre teoria idealistă că conștiința este fundamentală și că universul material este derivat din conștiință, nu conștiința din universul material... În general, universul îmi pare a fi mai degrabă un mare gând decât o mare mașină. Probabil că, așa îmi pare, fiecare conștiință individuală trebuie comparată cu o celulă a creierului în mintea universală.
Ceea ce rămâne este în orice caz foarte diferit de materia viguroasă și materialismul dezaprobat a scientiștilor victorieni. Se demonstrează că universul material și obiectiv constă din ceva mai mult decât din construcțiile propriilor noastre minți. În acest punct, fizica modernă s-a mișcat în direcția idealismului filozofic. Mintea și materia, dacă nu s-a dovedit că au o natură similară, sunt cel puțin considerate a fi ingredientele unui sistem unic. Nu mai este loc pentru vreun fel de dualism, care a bântuit filozofia din zilele lui Descartes. Sir James Jeans adresându-se Asociației Britanice în 1934.
Imaginea finită a cărei dimensiuni sunt o anumită cantitate de spațiu și o anumită cantitate de timp; protonii și electronii sunt dungile zugrăvelii ce definește imaginea împotriva fondului său spațio-temporal. Călătoria cât mai departe în timp în măsura în care putem, ne duce nu la crearea imaginii, ci la marginea ei; crearea imaginii zace așadar în afara ei, la fel cum artistul se află în afara pânzelor sale. În legătură cu această viziune, spunem că crearea universului în termeni de timp și spațiu este asemenea descoperirii artistului și a acțiunii de a picta, mergând la marginea tabloului. Aceasta ne aduce foarte aproape de sistemele filozofice care văd universul ca gând al minții Creatorului său, prin aceasta ducând toată discuția despre creația materială la inutilitate. Sir James Jeans Universul din jurul nostru pag. 317.
Chimistul Ernest Lester Smith a scris cartea Inteligența a apărut prima (1975), în care a afirmat că conștiința este un fapt natural și că cosmosul își are baza în minte și inteligență și este străbătut de acestea.
Bernard d'Espagnat, fizician teoretic francez, cunoscut pentru lucrarea sa despre natura realității, a scris un articol intitulat Teoria și realitatea cuantică potrivit căruia: „Doctrina care susține că lumea este confecționată din obiecte a căror existență este independentă de conștiința umană se dovedește a fi în conflict cu mecanica cuantică și cu factorii fixați de experimet.” Într-un articol din the Guardian intitulat Ciudățenia cuantică: Ceea ce numim 'realitate' este doar o stare a minții d'Espagnat scrie că:
„Ceea ce ne spune mecanaca cuantică, cred eu, este cel puțin surprinzător a spune. Ea ne spune că componentele de bază ale obiectelor – particulele, electronii, cvarcii etc. – nu pot fi gândite ca „autoexistente”.” Mai departe scrie că cercetarea sa în fizică cuantică l-a condus la concluzia că există o realitate fundamentală, care nu este zidită în spațiu și timp.